# 西聖多明哥
18°30′N 70°0′W / 18.500°N 70.000°W
西聖多明哥（西班牙語：Santo Domingo Oeste）是多明尼加共和國的城鎮，位於該國南部，由聖多明哥省負責管轄，面積54.1平方公里，2012年人口693,255，人口密度每平方公里13,000人。